# Melanie Costa
Melanie Felicitas (Melanie) Costa Schmid (Palma de Mallorca, 24 april 1989) is een Spaanse zwemster. Ze vertegenwoordigde haar vaderland op de Olympische Zomerspelen 2008 in Peking en op de Olympische Zomerspelen 2012 in Londen.

## Carrière
Bij haar internationale debuut, op de Europese kampioenschappen zwemmen 2006 in Boedapest, eindigde Costa samen met Arantxa Ramos, Erika Villaécija en Tatiana Rouba als zevende op de 4x200 meter vrije slag.
Op de wereldkampioenschappen zwemmen 2007 in Melbourne werd de Spaanse uitgeschakeld in de series van de 200 meter vrije slag. Op de 4x200 meter vrije slag strandde ze samen met Arantxa Ramos, Maria Fuster en Erika Villaécija in de series.
In Eindhoven nam Costa deel aan de Europese kampioenschappen zwemmen 2008. Op dit toernooi werd ze uitgeschakeld in de halve finales van de 200 meter vrije slag en in de series van de 400 meter vrije slag, samen met Maria Fuster, Mireia Belmonte en Erika Villaécija eindigde ze als achtste op de 4x200 meter vrije slag. Tijdens de Olympische Zomerspelen van 2008 in Peking strandde de Spaanse in de series van de 200 meter vrije slag, op de 4x200 meter vrije slag werd ze samen met Maria Fuster, Noemi Feliz en Arantxa Ramos uitgeschakeld in de series.

### 2010-heden
Op de Europese kampioenschappen zwemmen 2010 in Boedapest strandde Costa in de halve finales van de 200 meter vrije slag en in de series van de 400 meter vrije slag. In Eindhoven nam de Spaanse deel aan de Europese kampioenschappen kortebaanzwemmen 2010. Op dit toernooi veroverde ze de zilveren medaille op de 400 meter vrije slag, daarnaast eindigde ze als vierde op de 800 meter vrije slag en als zevende op de 200 meter vrije slag.
Tijdens de wereldkampioenschappen zwemmen 2011 in Shanghai eindigde Costa als achtste op de 400 meter vrije slag, op de 200 meter vrije slag werd ze uitgeschakeld in de halve finales. Op de Europese kampioenschappen kortebaanzwemmen 2011 in Szczecin sleepte de Spaanse de zilveren medaille in de wacht op de 200 meter vrije slag en behaalde ze de bronzen medaille op zowel de 400 als de 800 meter vrije slag.
In Debrecen nam Costa deel aan de Europese kampioenschappen zwemmen 2012. Op dit toernooi eindigde ze als vijfde op de 800 meter vrije slag. Tijdens de Olympische Zomerspelen van 2012 in Londen strandde de Spaanse in de halve finales van de 200 meter vrije slag en in de series van de 400 meter vrije slag, samen met Patricia Castro, Lydia Morant en Mireia Belmonte werd ze uitgeschakeld in de series van de 4x200 meter vrije slag. Op de wereldkampioenschappen kortebaanzwemmen 2012 in Istanboel veroverde Costa de wereldtitel op de 400 meter vrije slag, daarnaast sleepte ze de bronzen medaille in de wacht op de 200 meter vrije slag en eindigde ze als negende op de 800 meter vrije slag. Op de 4x100 meter wisselslag strandde ze samen met Duana da Rocha, Marina Garcia en Judit Ignacio in de series.
In Barcelona nam de Spaanse deel aan de wereldkampioenschappen zwemmen 2013. Op dit toernooi legde ze op de 400 meter vrije slag beslag op de zilveren medaille, daarnaast eindigde ze als vijfde op de 200 meter vrije slag en werd ze uitgeschakeld in de series van de 100 meter vrije slag. Samen met Patricia Castro, Mireia Belmonte en Beatriz Gomez eindigde ze als vijfde op de 4x200 meter vrije slag. Op de 4x100 meter vrije slag strandde ze samen met Marta Gonzalez, Patricia Castro en Beatriz Gomez in de series, samen met Duane da Rocha, Marina Garcia en Judit Ignacio werd ze uitgeschakeld in de series van de 4x100 meter wisselslag.

## Internationale toernooien
| Jaar | Olympische Spelen                                           | WK langebaan | WK kortebaan                                                                                           | EK langebaan                                                 | EK kortebaan                                                              |
| ---- | ----------------------------------------------------------- | --- | --- | ------------------------------------------------------------ | ------------------------------------------------------------------------- |
| 2006 |                                                             | | geen deelname                                                                                          | 7e 4x200m vrije slag                                         | geen deelname                                                             |
| 2007 |                                                             | 35e 200m vrije slag 12e 4x200m vrije slag                                                                                         | |                                                              | geen deelname                                                             |
| 2008 | 18e 200m vrije slag 14e 4x200m vrije slag                   | | geen deelname                                                                                          | 11e 200m vrije slag 11e 400m vrije slag 8e 4x200m vrije slag | geen deelname                                                             |
| 2009 |                                                             | geen deelname | |                                                              | geen deelname                                                             |
| 2010 |                                                             | | geen deelname                                                                                          | 11e 200m vrije slag 11e 400m vrije slag                      | 7e 200m vrije slag · 400m vrije slag · 4e 800m vrije slag                 |
| 2011 |                                                             | 10e 200m vrije slag 8e 400m vrije slag                                                                                            | |                                                              | 27e 100m vrije slag · 200m vrije slag · 400m vrije slag · 800m vrije slag |
| 2012 | 9e 200m vrije slag 9e 400m vrije slag 10e 4x200m vrije slag | | serie 100m vrije slag · 200m vrije slag · 400m vrije slag · 9e 800m vrije slag · 12e 4x100m wisselslag | 5e 800m vrije slag                                           | geen deelname                                                             |
| 2013 |                                                             | 23e 100m vrije slag · 5e 200m vrije slag · 400m vrije slag · 12e 4x100m vrije slag · 5e 4x200m vrije slag · 10e 4x100m wisselslag | |                                                              | 12-15 december                                                            |

## Persoonlijke records
Bijgewerkt tot en met 10 augustus 2013
Kortebaan
| Afstand         | Tijd    | Datum            | Plaats    |
| --------------- | ------- | ---------------- | --------- |
| 200m vrije slag | 1.52,52 | 10 augustus 2013 | Berlijn   |
| 400m vrije slag | 3.56,84 | 8 augustus 2013  | Eindhoven |
| 800m vrije slag | 8.14,95 | 18 december 2011 | Madrid    |

Langebaan
| Afstand         | Tijd    | Datum        | Plaats    |
| --------------- | ------- | ------------ | --------- |
| 200m vrije slag | 1.56,19 | 30 juli 2013 | Barcelona |
| 400m vrije slag | 4.02,47 | 28 juli 2013 | Barcelona |
| 800m vrije slag | 8.29,71 | 24 mei 2012  | Debrecen  |